# گروه سی‌بی‌آرئی

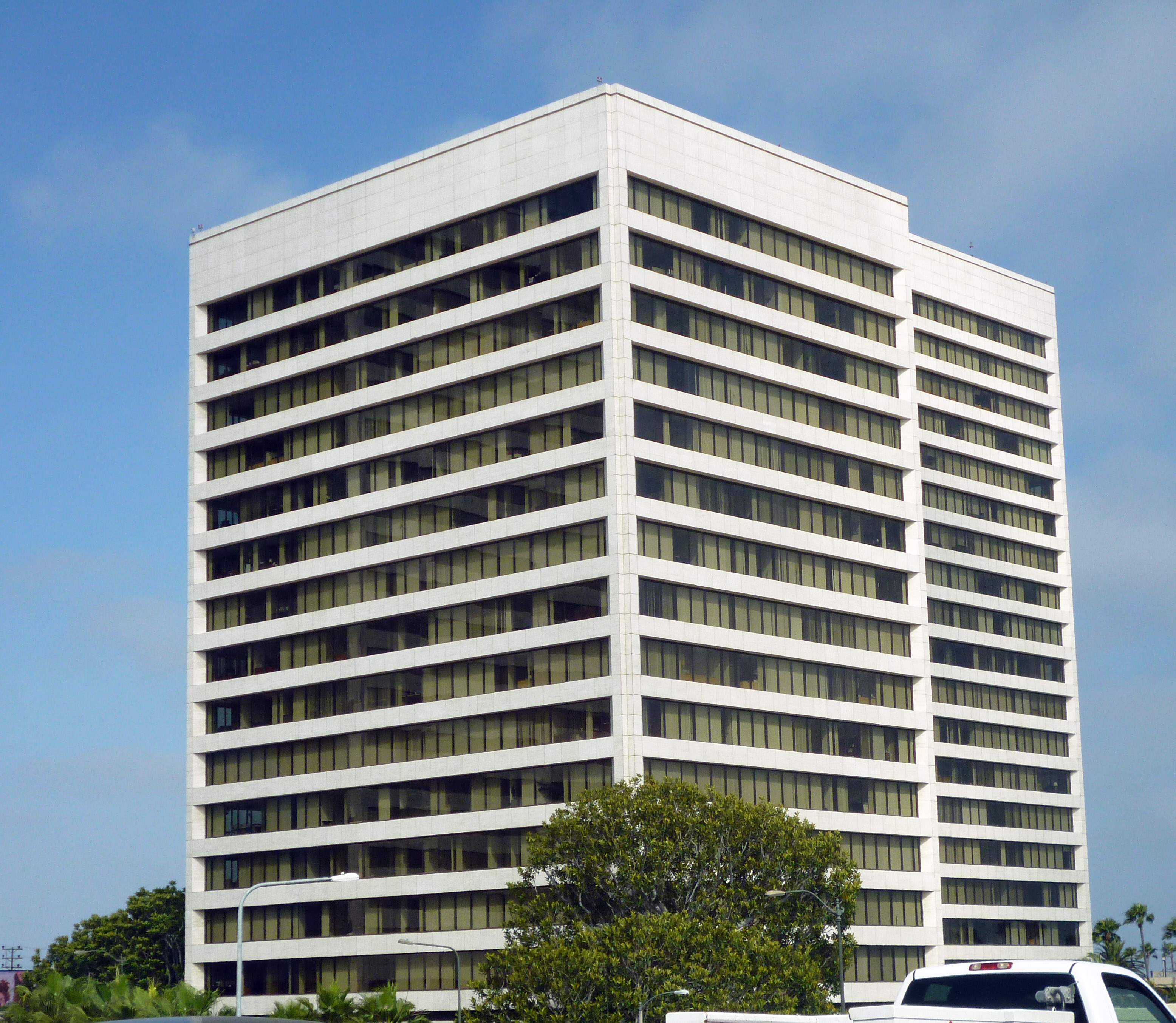
ساختمان مرکزی گروه سی‌بی‌آرئی، در شهر لس آنجلس

گروه سی‌بی‌آرئی (به انگلیسی: CBRE Group) شرکت املاک و مستغلات آمریکایی است، که در زمینهٔ مدیریت املاک تجاری، توسعه املاک و مستغلات، سرمایه‌گذاری، ساخت‌وساز و نوسازی املاک و مستغلات فعالیت می‌کند.
شرکت سی‌بی‌آرئی در سال ۱۹۰۶ تحت نام لینچ اند کولدول راه‌اندازی شد. در سال ۱۹۴۰ نام شرکت به کولدول بنکر تغییر یافت و در ۱۹۸۹ در پی تملک اهرمی، بخشی از شرکت تحت نام گروه سی‌بی از آن جدا و به عنوان شرکت مستقل ثبت گردید. در سال ۱۹۹۸ سی‌بی اقدام به خریداری شرکت بریتانیایی ریچارد الیس نمود، که ریشه‌های تأسیس آن به سال ۱۷۷۳ بازمی‌گردد. در همان سال دو شرکت با هم ادغام شدند و شرکت جدید سی‌بی ریچارد الیس نام گرفت. این شرکت در سال ۲۰۰۴ در پی عرضه بخشی از سهامش در بازار بورس نیویورک، به سی‌بی‌آرئی تغییر نام پیدا کرد. گروه سی‌بی‌آرئی در حال حاضر دارای ۳۷۲ دفتر عملیاتی در کشورهای مختلف است.
دفتر مرکزی این شرکت در شهر لس آنجلس، ایالات متحده آمریکا قرار دارد و سهام آن در بازار بورس نیویورک معامله می‌شود.